# Torre de Santa Elena
La torre de Santa Elena, también conocida como torre de La Azohia, es una de las torres proyectadas en el siglo XVI dentro del sistema de vigilancia costera, que se alza en el poblado de pescadores de La Azohía, perteneciente al término municipal de Cartagena (Región de Murcia, España), situado en uno de los extremos del golfo de Mazarrón. Se encuentra dentro del espacio natural protegido de la Sierra de la Muela, Cabo Tiñoso y Roldán.

## Historia

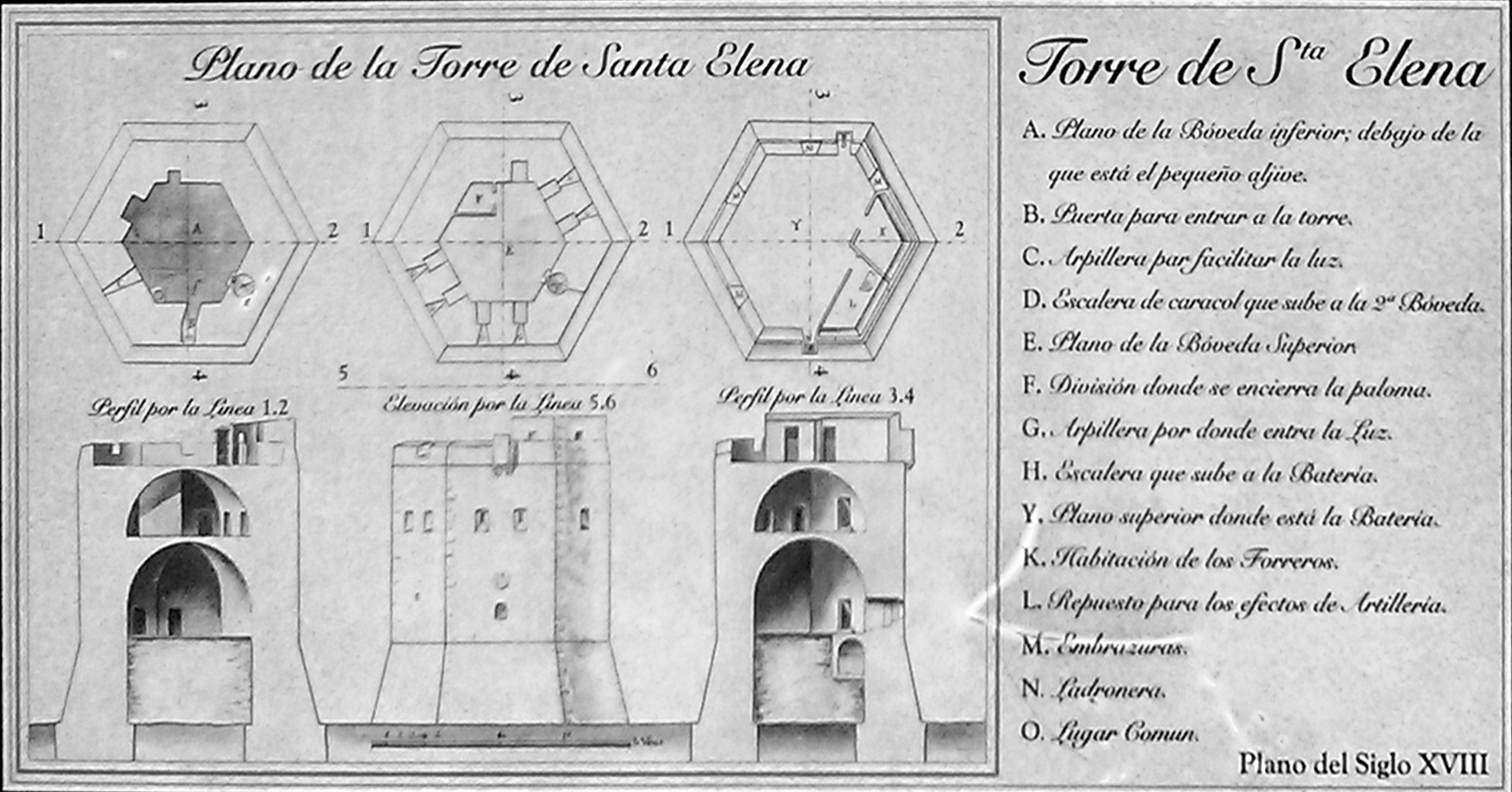
Plano y sección de la torre de Santa Elena, usado durante su reconstrucción en el.

Si bien algunas fuentes señalan su construcción a finales del siglo XV en época de los Reyes Católicos, parece ser que esta torre era una de las atalayas proyectadas, junto a las torres de Santa Isabel (Puerto de Mazarrón), Torre de los Caballos (Bolnuevo), Torre del Molinete (Mazarrón) y Torre de Cope (Águilas), por Carlos I para evitar el asolamiento del Reino por los ataques de los piratas berberiscos desde el norte de África. Siguiendo estas crónicas, la torre sería ya levantada bajo el reinado de Felipe II, resultando ser la más antigua de las torres vigía de este litoral. 
La torre se levantó entre los años 1556 y 1598, según los planos del ingeniero italiano Juan Bautista Antonelli, que trabajó junto al virrey de Valencia Vespasiano I Gonzaga bajo el reinado de Felipe II. Fue reformada en el siglo XVIII y permaneció en activo hasta principios del siglo XIX, fecha en la que perdió valor militar y fue traspasada al Cuerpo de Carabineros. Fue declarada Bien de Interés Cultural en 1985.
La torre, en grave estado de deterioro, fue restaurada entre junio de 1989 y mayo de 1990, con proyecto y dirección del arquitecto del servicio de Patrimonio Histórico Félix Santiuste, como parte del convenio establecido entre la Región de Murcia y el INEM (1988-89) para la restauración de castillos de la Región de Murcia. El presupuesto de la restauración ascendió a 6.264.675 pesetas.

## Descripción

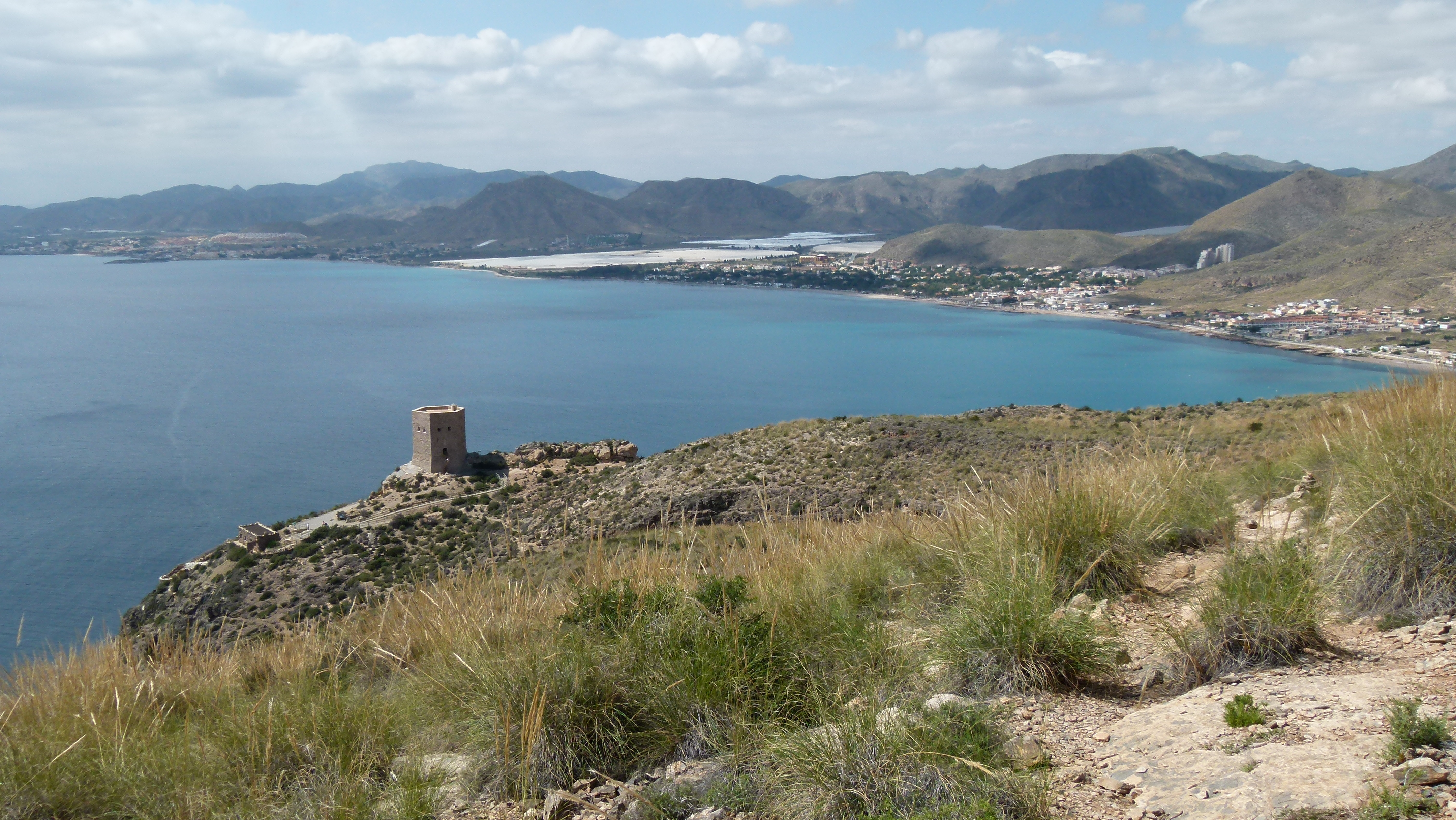
Vista del lado sudeste de la torre y de la bahía de Mazarrón.

Está construida en mampostería y tiene forma hexagonal, al igual que la cercana Torre de Navidad situada a la entrada del puerto de Cartagena. Presenta una construcción de dos cuerpos, con un ligero escarpe troncocónico en la parte inferior. Consta de dos plantas, comunicadas por una escalera de caracol, con techo abovedado y aljibe. Se encuentra mirando hacia el golfo de Mazarrón y a casi 100 metros sobre el nivel del mar. Cuenta en sus almenas con un cañón de gran alcance que data de 1742 y fue fabricado en Italia.
Bajo su regazo, en aguas del mar Mediterráneo, durante los meses de marzo a agosto, se practica la pesca mediante el método de almadraba, en el que se capturan especies tales como el atún, la melva y la lecha.